# Monika Günther und Ruedi Schill
Monika Günther (* 1944 in Bad Hersfeld, Deutschland) und Ruedi Schill (* 18. Juni 1941; † 31. Juli 2020 in Luzern, Schweiz) waren ein Künstlerpaar im Feld der Performance Art. Sie tragen als Künstlerpersönlichkeiten bereits seit den 1980er Jahren durch ihre künstlerische und kuratorische Arbeit entscheidend zur Entwicklung, Förderung und Verbreitung von Performancekunst, in Luzern, der gesamten Schweiz und zu ihrer internationalen Wahrnehmung bei.

## Werdegang
Sie realisierten seit 1995 gemeinsam Performancekunst, Ausstellungen, Workshops und organisieren Festivals. Sie folgten weltweiten Einladungen zu Konferenzen und Festivals, führten ihre Arbeiten an öffentlichen Orten und im musealen Kontext auf und lehrten die Kunst der Handlung. Helen Koriath schreibt 2016 im SIKART Lexikon dazu: 

„1995 entschlossen sie sich zur performativen Zusammenarbeit und schufen bis heute ein unverwechselbares Gemeinschaftswerk, in dem menschliches Verhalten, Rituale und Wahrnehmungsmuster thematisiert sowie soziale Fragestellungen eindrücklich ins Ästhetische überführt werden. Dafür haben sie hohe internationale Anerkennung erfahren.“ 
Monika Günther studierte von 1966–1971 an der Kunstakademie Düsseldorf bei Gerhard Hoehme Malerei. Sie arbeitet mit Malerei, Zeichnung, Skulptur, Installation, Fotografie und Aktionskunst. Seit 1980 stellt sie aus, realisiert Kunst im öffentlichen Raum und zeigt Performances. Monika Günther hat Lehraufträge und Gastdozenturen für Performance Art an verschiedenen Kunstschulen und Universitäten. Edith Krebs schreibt 2007 zur Arbeit Monika Günthers in der Neuen Zürcher Zeitung:
„Als Nischenbewohnerin bezeichnet sich die seit vielen Jahren in Luzern lebende deutsche Künstlerin Monika Günther, die oft mit ihrem Lebenspartner Ruedi Schill auftritt". . . „Schmerz und Verletzung sind zentrale Themen von Günthers Kunst, die stark auf Intuition basiert. Lange trägt sie ein Thema mit sich herum, bis sie sich reif fühlt, es performativ zu verkörpern. Immer wieder spricht die Künstlerin vom Phänomen der Präsenz, das für die Performance unerlässlich sei. „Man hat es, oder man hat es nicht“, davon ist Günther überzeugt. Sie hat es, das spürt man bei jedem Satz, den die empfindsame Künstlerin in die Kamera spricht.“ 
Ruedi Schill absolvierte von 1962–1963 die Grafische Fachschule Biberach und von 1971–1972 die Gestaltungsschule, heute F+F Schule für Kunst und Design, in Zürich. Er war seit 1979 im damals neuen Bereich Aktionskunst aktiv, praktizierte aber auch Land Art und arbeitete mit interdisziplinären und experimentellen Ansätzen mit allen neuen Medien und Aktionen. Seine grosse Präsenz als Performancekünstler in Museen und auf internationalen Festivals wird immer beschrieben.
1971 gründete er die Galerie Apropos die jetzt, gemeinsam mit Monika Günther seit 1995 organisiert, als Projektraum Apropos in Luzern existiert. 1982 kuratierte er im Palazzo Liestal in Liestal das erste Performance Art Festival in der Schweiz. Erst als Gastdozent und dann im Lehrauftrag unterrichtete er von 1995-2007 Performance Art an der Hochschule für Gestaltung und Kunst Luzern (HGKL).

## Kuratorien und Preise

### Preise
- 2000: Werkbeitrag Kanton und Stadt Luzern
- 2002: Arbeitsstipendium der Stiftung Dr. Robert und Lina Thyll-Dürr, Insel Elba, Italien
- 2002: Ankauf der Performance „Das Luzerner Stück“ durch den Kanton Luzern, Schweiz
- 2004: Projekt- und Werkbeitrag vom Kulturfonds, Bundesamt für Kultur, Bern, Schweiz
- 2004: Kunst- und Kulturpreis der Stadt Luzern
- 2008: Förderbeitrag im Wettbewerb Performance Art, Kunstkredit Basel, Schweiz (jetzt Performancepreis Schweiz)

### Konzeption, Organisation, künstlerische Leitung
- 1982: erstes Performancekunstfestival in der Schweiz, von Ruedi Schill kuriert, Palazzo, Liestal
- seit 1995: Leitung des Projektraums Apropos (vormals Galerie Apropos) in Luzern, Schweiz
- 1998–2000: künstlerische Leitung, Internationalen Performancetage Giswil
- 2000: Gastkuratoren für die Performances in der Ausstellung SURPRISE, Kunstpanorama Luzern, Schweiz
- 2001: künstlerische Leitung Young Performance Art, Performancetage im Projektraum Apropos, Luzern, Schweiz
- 2003: 2003 künstlerische Leitung, Internationale Performance ArtWillisau, eine Veranstaltungsreihe der Stadtmühle Willisau, Schweiz
- 2005–2013: künstlerische Leitung, International Performance Art in Giswil